# Bialgèbre de Lie
En mathématiques, une bialgèbre de Lie est une algèbre de Lie munie d'une application
(appelée coproduit ou cocommutateur) telle que l'application duale {\displaystyle \delta ^{*}} soit un crochet de Lie, et telle que {\displaystyle \delta } soit un cocycle :
Remarque importante : Une bialgèbre de Lie n'est pas a proprement parler une bialgèbre. En effet, on exige en général d'une bialgèbre que son algèbre sous-jacente soit unitaire et associative.